# Neuchâtel villamosvonal-hálózata
Neuchâtel villamosvonal-hálózata (német nyelven: Strassenbahn Neuchâtel, francia nyelven: Tramway de Neuchâtel) Svájc Neuchâtel városában található. Összesen egy vonalból áll, a hálózat teljes hossza 8,85 km, a megállók száma 12. Jelenlegi üzemeltetője a Transports Publics Neuchâtelois.
A vágányok 1000 mm-es nyomtávolságúak, az áramellátás felsővezetékről történik, a feszültség 630 V egyenáram. 
A forgalom 1892. szeptember 6-án indult el. a kiterjedt villamoshálózatot fokozatosan trolibuszokkal váltották ki.